# Kostjantyn Kravčenko
Kostjantyn Serhijovyč Kravčenko (in ucraino Костянтин Сергійович Кравченко?; Mazyr, 24 settembre 1986) è un ex calciatore ucraino, di ruolo centrocampista.

## Carriera
Comincia nel Dnipro Dnipropetrovs'k dove dal 2004 al 2008 gioca 64 partite andando segno 4 volte. Nel gennaio 2008 passa per 7 milioni di dollari allo Šachtar Donec'k dove finora ha totalizzato 27 presenze e 7 goal. Ha esordito con il Dnipro il 14 marzo 2004 nello 0-0 con il Metalurh Zaporižžja e ha segnato il suo primo gol il 5 dicembre dello stesso anno con l'Obolon' Kiev. Il suo primo gol con lo Šachtar Donec'k lo ha segnato il 30 marzo 2008 nel 4-2 contro l'Arsenal Kiev, mentre il suo primo gol nelle coppe europee lo ha segnato il 17 settembre 2009 nella vittoria per 4-1 con il Club Bruges, in Europa League. Kravčenko ha fatto tutta la trafila delle nazionali giovanili ucraine segnando tra under-17, 19 e 21 sedici reti in 47 presenze.

## Palmarès
- Campionato ucraino: 2

Šachtar Donec'k: 2007-2008, 2009-2010
- Coppa d'Ucraina: 1

Šachtar Donec'k: 2007-2008
- Supercoppa d'Ucraina: 2

Šachtar Donec'k: 2008, 2010
- Coppa UEFA: 1

Šachtar Donec'k: 2008-2009